# Georg von Stuckrad
Georg von Stuckrad (* 1. Mai 1783 in Kassel; † 5. Juni 1876 in Weißenfels) war ein preußischer Offizier  und Landrat.

## Leben
Georg von Stuckrad entstammte einer hessischen Familie und war in den Jahren 1799 bis 1808 Soldat beim Dragoner-Regiment Nr. 11  (von Voß) und Dragoner-Regiment Nr. 14  (von Wobeser) und hatte den Rang eines  preußischen Dragoner-Rittmeisters. Im Jahre 1814 trat er in die   Gendarmerie ein, bis er von 1819 bis 1823 bei der  Regierung Erfurt beschäftigt war. Anschließend wurde er Landrat des  Kreises Ziegenrück.  Auf eigenen Wunsch wurde er versetzt und am  12. März 1827 Landrat des  Kreises Beckum. Hier war er gut ein Jahr lang tätig, bis er auf Gesuch am 17. September 1828 versetzt und Landrat des  Kreises Weißenfels  wurde. Dieses Amt hatte er bis zu seiner Entlassung aus dem Staatsdienst im Jahre 1846 inne.
Georg von Stuckrad heiratete am 5. Oktober 1807 auf  Schloss Bergheim Prinzessin Karoline von Waldeck-Bergheim, Tochter von  Josias II. (Waldeck-Bergheim)